# Kirundi
El idioma kirundi, también conocido como rundi, es una lengua bantú hablada por 9 millones de personas en Burundi y en partes de Tanzania, República Democrática del Congo y Uganda. El 85 % de los hablantes son hutu y el 15 % son tutsi.
Tiene una relación muy estrecha con el kiñaruanda y ambas son mutuamente inteligibles.